# هارييت دوير
هارييت دوير (بالإنجليزية: Harriet Doerr)‏ (8 أبريل 1910، باسادينا في الولايات المتحدة - 24 نوفمبر 2002)؛ روائية أمريكية.